# کاترین تون
 کاترین تون (انگلیسی: Katharine Towne؛ زادهٔ ۱۷ ژوئیهٔ ۱۹۷۸) یک هنرپیشه اهل ایالات متحده آمریکا است. وی از سال ۱۹۹۸ میلادی تاکنون مشغول فعالیت بوده‌است.
از فیلم‌ها یا برنامه‌های تلویزیونی که وی در آن نقش داشته است می‌توان به عزب، آنچه در زیر است و بگو که دوستم داری اشاره کرد.